# Galagoides granti
Il galagone di Grant o galagone del Mozambico (Galagoides granti (Thomas & Wroughton, 1907)) è un primate strepsirrino della famiglia dei Galagidi.

## Distribuzione e habitat
Vive in Tanzania, Mozambico, Malawi e Zimbabwe, dove colonizza la foresta secca tropicale e subtropicale.

## Biologia
Si tratta di animali notturni e solitari, che di giorno dormono in cavità dei tronchi d'albero, anche in gruppi (soprattutto le femmine), per poi svegliarsi al tramonto, passare un po' di tempo a stiracchiarsi e praticare il grooming. I grandi occhi ed orecchie aiutano l'animale a muoversi nell'oscurità quasi totale, localizzando con l'udito gli insetti di cui si nutre.